# 水星-红石3号
水星-红石3号是美國國家航空暨太空總署进行的水星计划中的第一次载人任务，于1961年5月5日佛罗里达州卡纳维尔角发射，运载火箭为红石运载火箭。航天器被命名为自由7号，未进入地球轨道，是一次亚轨道任务。执行此次任务的艾伦·谢泼德成为了美国历史上第一位，人类历史上第二位进入太空的太空人。
当时的苏联领导人赫鲁晓夫认为水星-红石3号与苏联的东方1号相比，不过是“跳蚤的一跃”。因水星3号亚轨道飞行器，自卡纳维尔角起飞达到187.5公里太空后即下坠，濺落于487.3公里外巴哈马附近的大西洋中。而东方1号是轨道飞行器，由拜科努尔航天发射场起飞，历时108分钟环绕地球1圈后回到离发射场不远的萨拉托夫州，在陆地着陆。
水星-红石3号还是太空史上首次太空人留在载人太空船中返回地球的任务。苏联的首次太空任务中，东方1号轨道飞行器更大且需要更厚重的重返大气热防护盾，所以着陆重量是水星3号的2.4倍，加上在陆地着陆而不是在海上濺落，因此设计为宇航员在离地面7公里弹射出舱跳伞返回地面，轨道飞行器在离地面2.5公里开伞单独降落。

## 任务成员
- 艾伦·谢泼德 (Alan Shepard，曾执行水星-红石3号以及阿波罗14号任务)

### 替补成员
- 约翰·格伦，曾执行水星-宇宙神6号以及任务)

## 任务介绍
自由7号太空舱于1960年12月9日被运到了卡纳维拉尔角。自由7号是水星航天器中的第七艘，1960年10月时被选择在美国首次载人航天任务中使用，使其在被运到发射地点后受到了特别的重视。7号航天器配备的是7号红石火箭，代号为MRLV-7。当时人们甚至都希望它能立刻上天，但是最终还是进行了二十一周的准备工作。重新安装反应控制系统使发射时间最早也需要到1961年3月6日进行。更换损坏的过氧化线使得发射又延迟了八天。需要重新进行的模拟测试以及调试设备最终将发射日期推迟到了1961年5月2日。
1961年1月时三名宇航员被选入水星-红石3号的最终候选飞行员名单：艾伦·谢泼德、加斯·格里森以及约翰·格伦；2月22日时名单被公开。真正执行此次任务的人选直到计划中的发射日期都一直没有公布，最终的人选是艾伦·谢泼德。5月2日时，全副武装的谢泼德在准备发射的太空舱中等待了三个小时后，在离计划中的发射时间还有2小时20分钟时发射因为天气原因被取消。
5月5日当地时间早晨5点21分(10点21分 UTC)，谢泼德再次进入了自由7号。
当地时间上午9点34分火箭发射时，大约有四千五百万美国人通过电视或者广播关注着任务的情况。发射两秒钟后，谢泼德开始向地面报告：“呃，收到；发射成功，时钟开始计时……是的，收到，很清楚。这里是自由7号。燃料没有问题。目前是1.2倍重力加速度(约12米/秒²)，舱内气压为14psi(磅力/平方英寸，约97千帕)；氧气没有问题。自由7号仍然可以继续！”因为水星计划的七位宇航员，在后来的水星计划任务中，每次任务的呼号都以“7号”结尾。